# 塞夫頓山
塞夫顿山（英語：Mount Sefton，毛利语：Maukatua）是新西兰南阿爾卑斯山脈阿罗阿罗凯赫山脉（Aroarokaehe Range）的一座山，位於庫克山以南12公里。塞夫顿山高3151米，是南阿尔卑斯山的第13高的山峰。該山在毛利語中的意思是眾神之山。該山於1894年的聖誕節首次有人登頂 。